# Wasserbillig
Wasserbillig (in lussemburghese Waasserbëlleg, Wasserbillicompton, Billicompton) è una frazione del comune lussemburghese di Mertert, nel Distretto di Grevenmacher e nell'omonimo cantone.

## Storia
Wasserbillig era nota già ai tempi dei Romani con il nome di Biliacum e si trova a soli 10 km in linea d'aria da un'altra celebre città romana, Treviri.

## Geografia fisica
È tra Wasserbillig e il comune tedesco di Oberbillig, situato sulla riva opposta della Mosella, che il fiume Sûre si getta nella Mosella stessa. A partire da questa confluenza, la Sûre funge da confine fra Lussemburgo e Germania verso nord e lo stesso fa la Mosella verso sud.
Wasserbillig è la località più "bassa" del Lussemburgo, con 132 m s.l.m.

## Popolazione
Nel 2006 Wasserbillig contava 2 354 abitanti ; ha un porto fluviale con numerosi battelli ivi immatricolati.